# Manshād
Manshad (persiska: منشاد), även kallad Darreh (دَرِّه), är en ort i Iran.   Den ligger i provinsen Yazd, i den centrala delen av landet, 500 km sydost om huvudstaden Teheran. Manshād ligger 2 253 meter över havet och antalet invånare är 430.
Terrängen runt Manshād är bergig åt sydväst, men åt nordost är den kuperad.Runt Manshād är det glesbefolkat, med 11 invånare per kvadratkilometer. Närmaste större samhälle är Nīr, 9,6 km sydväst om Manshād. Trakten runt Manshād är ofruktbar med lite eller ingen växtlighet.